# La Proie pour l'ombre
Pour les articles homonymes, voir La Proie et l'Ombre (homonymie).
Pour le film muet américain de Cecil B. DeMille, voir La Proie pour l'ombre (film, 1918).
Pour plus de détails, voir Fiche technique et Distribution.
La Proie pour l'ombre est un film français réalisé par Alexandre Astruc en 1960 et sorti l'année suivante.

## Synopsis
Anna, qui tient une galerie d'art, se détache de plus en plus de son mari Éric, un entrepreneur. Elle a pour amant Bruno, directeur d'une maison de disques. Après avoir quitté son mari, elle n'est cependant pas heureuse avec Bruno. Elle voudrait revenir auprès d'Éric, mais celui-ci vient de partir en vacances avec une amie du couple. Elle se retrouve seule.

## Fiche technique
- Titre original : La Proie pour l'ombre
- Réalisation : Alexandre Astruc
  - Assistants réalisateur : Bernard Deflandre et Albert Lambroso
- Scénario original et adaptation : Alexandre Astruc, d'après le roman de Françoise Sagan (non créditée)
  - Dialogue : Claude Brulé, Alexandre Astruc
- Photographie : Marcel Grignon
  - Opérateurs : Jean-Louis Picavet et Philippe Brun, assistés de François Lauliac et Jean-Claude Gaillard
- Matériel de prise de vue : caméra de location Chevereau
- Son : Paul Boistelle et René Forget, assistés de Georges Vaglio
  - Enregistrement sonore : S.E.M.S
- Musique : Richard Cornu
  - La cantate 51 de Jean-Sébastien Bach est chantée par Teresa Stich-Randall, orchestre sous la direction de Maurice Leroux
- Décors : Jacques Saulnier, assisté d'André Labussière
  - Avec la collaboration de Knoll International France - La galerie Jacques Peron (Faubourg Saint-Honoré) et le 59 Boulevard Lannes (architecte M. Guisberg)
  - Voiture de sport Sunbeam Alpine
- Script-girl : Suzanne Durrenberger
- Régisseur général : Robert Paillardon
- Administrateur comptable : Maurice Otte
- Accessoiriste : Louis Boussaroque et Édouard Duval
- Photographe de plateau : Hélène Jeanbrau
- Maquillage : Yvonne Fortuna
- Coiffeuse : Maud Begon
- Habilleuse : Henriette Boussaroque
- Montage : Denise de Casabianca et Ghislaine Desjonquères
- Tirage: Laboratoire Eclair
- Directeur de production : Léopold Schlosberg
- Production déléguée : Edmond Ténoudji
- Production et Distribution : Marceau-Cocinor
- Pays d'origine :  France
- Langue originale : français
- Durée : 96 minutes
- Pellicule 35 mm, noir et blanc, procédé Dyaliscope
- Genre : Drame
- Date de sortie :  France 14 avril 1961
- Visa d'exploitation : 23789

## Distribution
- Annie Girardot : Anna Cremer, la femme d'Eric et maîtresse de Bruno
- Christian Marquand : Bruno, l'amant d'Anna
- Daniel Gélin : Eric Cremer, le mari d'Anna, chef d'entreprise
- Michèle Girardon : Anita, une invitée et future maîtresse d'Eric
- Michèle Gerbier : Claudine, l'associée d'Anna à la galerie de peinture
- Corrado Guarducci : L'invité italien
- Christiane Barry : Une invitée chez les Cremer
- Anne Caprile : Luce, une invitée chez les Cremer
- Marcel Gassouk : Un invité au vernissage
- Jimmy Perrys : Le concierge
- Michel Chastenet